# Corry Brokken
Corry Brokken (Breda, 3. prosinca 1932. – 30. svibnja 2016.), bivša nizozemska pjevačica. Na Pjesmi Eurovizije 1957. je pobijedila s pjesmom "Net als toen". Pjesmu je komponirao Guus Jansen, a riječi je napisao Willy van Hemert. Također je predstavljala Nizozemsku na Pjesmi Eurovizije 1956. s pjesmom "Voorgoed voorbij" i Pjesmi Eurovizije 1958. s pjesmom "Heel de wereld". Također je vodila Pjesmu Eurovizije 1976.

## Životopis

### Pjesma Eurovizije
Brokken je 1956. godine pobijedila na Nacionalnom natjecanju s pjesmom "Voorgoed voorbij ", što joj je dalo pravo da zastupa Nizozemsku u prvom izdanju Pjesme Eurovizije, zajedno s drugoplasiranom Jetty Paerl. Godine 1957.  po drugi je put zaredom pobijedila na nacionalnom natjecanju i ponovno predstavljala Nizozemsku na Pjesmi Eurovizije 1957. Njezin rad "Net als toen", koji je napisao Willy van Hemert, a skladao Guus Janssen, dobio je najviše bodova od međunarodnog žirija i donio Nizozemskoj prvu pobjedu na natjecanju. Godine 1958. Brokken je još jednom pobijedila na nacionalnom natjecanju, ovaj put s pjesmom "Heel de wereld". U međunarodnom finalu, održanom u Hilversumu u Nizozemskoj, njezin je ulazak završio na posljednjem mjestu sa samo jednim bodom. U knjizi The Eurovision Song Contest - The Official History, John Kennedy O'Connor primjećuje da je Corry jedina pjevačica koja je ikad završila i prva i posljednja na natjecanju.

### Nakon Pjesme Eurovizije
Brokken je bila jedna od najpopularnijih pjevačica u Nizozemskoj tijekom 1950-ih i 1960-ih, nastupajući u reviji Sleeswijk uz Snip en Snap i postižući hitove, a neke od njih je Charles Aznavour prepjevao u šansone.
Godine 1976. Brokken je bila voditeljica Pjesme Eurovizije, a na natjecanju 1997.  je objavila rezultate nizozemskog žirija. U to vrijeme više nije bila aktivna kao pjevačica. Glazbenu karijeru završila je 1973. godine da bi studirala pravo, nakon čega je postala odvjetnica. Kasnije je postavljena za sutkinju u 's-Hertogenboschu. Devedesetih se vratila u industriju zabave, nastupajući na pozornici i snimajući novi album. Također je napisala kolumnu za tjednik za žene Margriet.
Umrla je 30. svibnja 2016. u dobi od 83 godine.

## Diskografija
Singlovi
- "Voorgoed voorbij" (1956)
- "Net als toen" (1957)
- "Heel de wereld" (1958)

## Vanjske poveznice
- Corry Brokken u internetskoj bazi filmova IMDb-u (engl.)